# Hexyz Force
Hexyz Force là game nhập vai do hãng Sting Entertainment phát triển và Atlus phát hành cho hệ máy cầm tay PlayStation Portable vào năm 2009. Trò chơi được phát hành tại Nhật Bản vào ngày 12 tháng 11 năm 2009 và ở Bắc Mỹ vào ngày 25 tháng 5 năm 2010.

## Cốt truyện
Hexyz Force bắt đầu từ thời kỳ xa xưa ở Berge, một nơi sắp hứng chịu ngày tận thế nhưng may mắn nhờ nữ thần tạo hóa Norvia cứu thoát. Norvia đã tạo ra Force, một loại năng lượng tâm linh, để tạo ra sự sống cho vạn vật. Thế nhưng sự yên bình không kéo dài được bao lâu khi mà vị thần của sự hủy diệt Delgaia xuất hiện với âm mưu phá hủy vùng đất Berge này gọi là Gods' Remorse. Khi dó Norvia đã tạo ra các Divinity để bảo vệ thế giới trước sự tấn công của Delgaia và họ đã hy sinh thân mình để phong ấn sức mạnh của Delgaia lại. Nhưng sau đó Berge vẫn chia thành hai thế giới riêng biệt, và tiếp tục chịu sử hủy hoại bởi các cuộc chiến tranh vô nghĩa. Với mục đích khôi phục lại vẻ đẹp xưa kia của Berge, Norvia lập ra giao ước, rằng khi đến giờ phán xét (Hour of Judgment), thời khắc mà Norvia xuất hiện trở lại, cả thế giới phải chọn một trong hai con đường: tạo hóa hoặc hủy diệt, dựa trên những hành động mà họ đã làm trên thế giới này.
Người chơi có thể lựa chọn 2 nhân vật để bắt đầu trò chơi. Nhân vật thứ nhất chính là Cecilia, một nữ linh mục lười biếng, đang cố thoát khỏi cuộc sống đơn giản đến nhàm chán tại điện thờ Palfina hay nhân vật còn lại, Levant, một hiệp sĩ xứ Rosenbaum, đang bị gán tội danh là kẻ phản bội vương quốc vì đã bảo vệ các chủng tộc Halbmenschen (tên gọi chung cho những chủng tộc không phải là con người). Nhiệm vụ của Cecilia là tìm ra tất cả các khối đá Monolith nằm rải rác xung quanh Berge, trong khi nhiệm vụ của Levant là tìm ra thủ phạm đã gây ra cuộc chiến tai hại giữa Halbmenschen và con người. Cả Cecilia và Levant đều là Hexyz, là những truyền nhân của các Divinity xưa kia. Trên cuộc hành trình khám phá sự thật, cả hai gặp gỡ, kết bạn với các Hexyz khác để chống lại những kẻ thù nguy hiểm, đặc biệt là ngăn cản sự xuất hiện của Delgaia sau thời gian dài bị phong ấn, để giữ vững sự yên bình cho mảnh đất mà họ đang sống.

## Lối chơi
Về cơ bản, lối chơi của Hexyz Force không có gì khác biệt so với các dạng game nhập vai khác, nếu không muốn nói là đã được đơn giản hóa khá nhiều, nhưng vẫn giữ được chiều sâu. Đầu tiên game gạt bỏ đi các hệ thống phép thuật hoặc kỹ năng của nhân vật, bó buộc nó vào món vũ khí mà nhân vật sử dụng. Có nghĩa là, tương ứng với tùy loại vũ khí mà nhân vật có các kỹ năng khác nhau, thậm chí họ còn không có được các lệnh đánh Attack thông thường. Khi đó mọi đòn tấn công của người chơi đều phụ thuộc vào Ragna Point (RP). RP rất quan trọng vì nếu như hết, nhân vật của người chơi sẽ trở nên vô dụng, vì thế ngời chơi luôn phải chú ý về việc sử dụng RP hợp lý trong trận đánh vì RP chỉ có thể hồi phục hoàn toàn nếu nhân vật lên cấp, hoặc chạm vào các dòng suối hồi phục. Tất nhiên người chơi cũng có thể dùng lệnh Defense để hồi phục RP nhưng chẳng đáng kể là bao nếu như người chơi đang trong những trận đánh sinh tử.
Ngoài ra hệ thống vũ khí của các nhân vật cũng hụ thuộc vào RP và chỉ gồm hai loại chính: Ragnafact và Spirifact. Trong đó Ragnafact chính là vũ khí chính của mỗi nhân vật, có số lần sử dụng không giới hạn và có các kỹ năng rất mạnh, còn Spirifact lại là những vũ khí giới hạn số lần sử dụng và đa số chúng chỉ chứa các phép hồi máu hoặc hỗ trợ. Cùng với RP, Force Point (FP) cũng đóng vai trò khá quan trọng trong game vì người chơi có thể "ép" vũ khí nhờ kết hợp FP vào Ragnafact, khi đó vũ khí sẽ có được các kỹ năng mới, đồng thời cải thiện các chỉ số của nhân vật được trang bị. Ngoài ra, FP còn có thể kết hợp với các vật dụng trong môi trường để thanh tẩy các dòng suối bị ô nhiễm, giúp cho việc hồi máu và RP một cách nhanh chóng. Ngoài Ragnafact và Spirifact, hệ thống chiến đấu của Hexyz Force còn có một thứ rất quan trọng là thanh Force Burst. Khi đầy, tùy theo nhân vật mà người chơi có thể thi triển các chiêu thức Burst bao gồm các đòn tấn công rất mạnh, hồi máu hoặc thực hiện các phép hỗ trợ. Hệ thống chiến đấu còn được thêm thắt các yếu tố tương khắc kiểu kéo-búa-bao, mỗi đòn đánh đều mang tính chất khác nhau tượng trưng cho Crimson, Pearl hoặc Cerulean, quyết định lượng sát thương mà đòn thế gây ra.
Do quy mô còn hạn chế, game mắc phải những sai sót cố hữu. Một trong những điểm trừ của Hexyz Force chính là sự lặp đi lặp lại nhiều tình huống, đặc biệt là các hầm ngục. Một số khu vực trong hầm chỉ có thể mở bằng nhân vật nhất định, còn lại tất cả đều mang lối kiến trúc như nhau và hay làm người chơi bực mình do số lượng quái mà người chơi đối mặt khá đông, cộng thêm những câu đố đòi hỏi người chơi phải có tính kiên nhẫn. Việc khám phá các hầm ngục nhìn chung chẳng có gì đặc biệt nhưng lại mang tính ép buộc, không hề có động lực thúc đẩy người chơi.

## Đón nhận
Hexyz Force đã nhận được đánh giá trung bình. Michael David của GameZone đã ca ngợi phần hiệu ứng âm thanh của trò chơi nói rằng "phép thuật sấm sét trông rất tuyệt, âm thanh cũng có vẻ khá tốt." Tuy nhiên, một số nhà phê bình đã chỉ trích sự thiếu vắng mức độ thử thách của game nói rằng trò chơi có thể kết thúc trong vòng một hoặc hai ngày. Đồ họa của game cũng không tạo được ấn tượng khác biệt so với những tựa game trước kia của Sting, mô hình nhân vật cũng như kẻ thù khá đơn giản và ít ỏi khiến cho các đoạn hoạt cảnh chẳng thấy nỗi cảm xúc của nhân vật khi đáng lẽ ra nó phải thế. Nhưng bù lại game sử dụng màu sắc tươi sáng làm chủ đạo, cùng với đó là những đoạn phim anime được dựng khá tốt. Khiến khuyết điểm trên đôi phần bị che lấp đi.